# Jega, Nigeria
Jega este un oraș din Nigeria. Are o suprafață de 891 km².